# 스테바운 카를 스테바운손
스테바운 카를 스테바운손(아이슬란드어: Stefán Karl Stefánsson, 1975년 7월 10일 ~ 2018년 8월 21일)은 아이슬란드의 배우이다. 어린이 텔레비전 프로그램 《강철 수염과 게으른 동네》에서 악역 로비 로튼(Robbie Rotten) 배역을 담당했던 것으로 널리 알려져 있다.

## 같이 보기
- We Are Number One